# Kapa Moračka
Kapa Moračka (srbochorvatsky Капа Морачка, 2226 m n. m.) je hora v pohoří Moračke planine ve střední části Černé Hory. Nachází se na území opštiny Kolašin ve stejnojmenné horské skupině. Jedná se o krátký hřeben táhnoucí se ve směru východ-západ, který kulminuje vrcholem Lastva. Kapa Moračka je nejvyšší horou celého pohoří.
Na vrchol lze vystoupit po neznačené cestě z obce Dragoviča Polje.